# Miroslav Drofa
Miroslav Drofa (25. října 1908 Všehrdy – 1. května 1984 Gottwaldov) byl český architekt, který výrazně přispěl k urbanistickému rozvoji Zlína a okolí, zejména ve spolupráci s firmou Baťa. Ačkoliv nebyl formálně vzdělán jako architekt, jeho technická preciznost, všestrannost a důraz na funkcionalistický přístup ho rychle zařadily mezi klíčové osobnosti československé architektury. Drofa se podílel na přechodu od tradičních baťovských domků k výstavbě výškových obytných budov a hrál důležitou roli při zrodu typizace bytové výstavby v Československu. Vedle bytových projektů se výrazně angažoval v oblasti průmyslových staveb, zejména pro textilní, sklářský, keramický a polygrafický průmysl. Svým přístupem, který kombinoval funkčnost, úspornost a estetiku, ovlivnil mnoho projektů v Československu i zahraničí.

## Životopis a kariéra
Do svých dvaceti let žil na Plzeňsku. Po ukončení studií na Vyšší průmyslové škole stavební v Plzni odešel pracovat k firmě Baťa a natrvalo přesídlil do Zlína. Od roku 1928 byl pracovníkem stavebního oddělení. Navrhl různé druhy budov ve Zlíně, Zruči nad Sázavou, Partizánském, Svitu apod. Byl také v týmu realizujícím projekty baťových obchodních domů v Praze na Václavském náměstí, v Husově - dnes Husitské ulici, v Celetné, v Karlových Varech, Mariánských Lázních, Kroměříži, Mělníku, Olomouci, Lučenci a Užhorodu.
V letech 1940–1942 působil ve Zruči nad Sázavou jako vedoucí návrhového oddělení firmy Baťa, kde ve spolupráci s architektem Vladimírem Karfíkem navrhl řadu budov. K těm patří továrna, centrála tepla, škola, tři svobodárny, společenský dům, rodinné domy pro zaměstnance a vila ředitele kožedělného závodu.
Drofa se jako člen týmu podílel také na zahraničních projektech firmy Baťa ve městech Borovo v Jugoslávii, Möhlinu ve Švýcarsku, Hellcourtu ve Francii, Chelneku v Polsku a Batanagaru v Indii.
Po druhé světové válce bylo stavební oddělení firmy Baťa zestátněno. Ze Zlína odešli oba tvůrci podoby města, architekti Gahura a Karfík. Název znárodněné Baťovy firmy se ustálil na jméně „Projektová a inženýrská organizace Centroprojekt“. Projekční ústav úspěšně pokračoval v Baťových stopách a byl ministerstvem průmyslu postupně pověřen funkcí generálního projektanta textilního, kožedělného, gumárenského a polygrafického průmyslu. Navíc se zde řešily i výhledové studie rozsáhlých průmyslových výrobních celků. Většina z nich vznikla v pracovní skupině Miroslava Drofy.
Období Drofovy architektonické tvorby se datuje mezi léty 1937 až 1981. Projektoval občanskou, veřejnou, dopravní a průmyslovou oblast. Vycházel ze studia zahraničního odborného tisku a trendů architektury v USA a Evropě. U Baťů se naučil dbát zejména na účelnost a cenu stavby.
Architekt Drofa uskutečnil se svými spolupracovníky ve Zlíně zásadní přeměnu bydlení od původních Baťových domků k výstavbě výškových obytných budov. Byl jedním z projektantů, kteří byli u zrodu typizační činnosti v bytové výstavbě v Československu. Do nově koncipovaných typů bytů přenesl podmínky, umožňující hromadnou výstavbu. Jeho tehdejší projekty se staly vzorem pro typové podklady nebo jejich vznik silně ovlivňovaly.

## Výběr zrealizovaného díla

### Občanská výstavba

#### Rodinné domy
První rodinný dům podle svého projektu postavil architekta Drofa ve Zlíně v roce 1937. V době velkého rozmachu firmy Baťa ve třicátých letech, navrhl Drofa několik nových typů zlínských domků označených autorovým jménem (Drofa I, II, III) určených pro zaměstnance firmy Baťa.

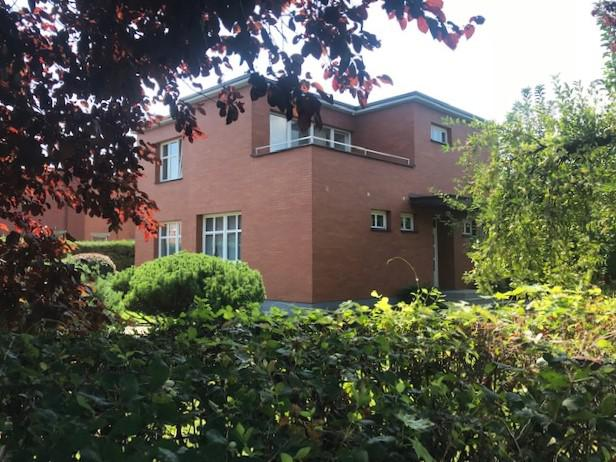
První typový jednodomek s garáží, 1937
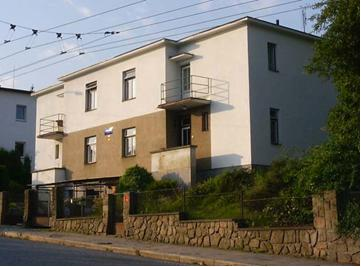
Rodinný dvojdomek s rovnou střechou, 1938
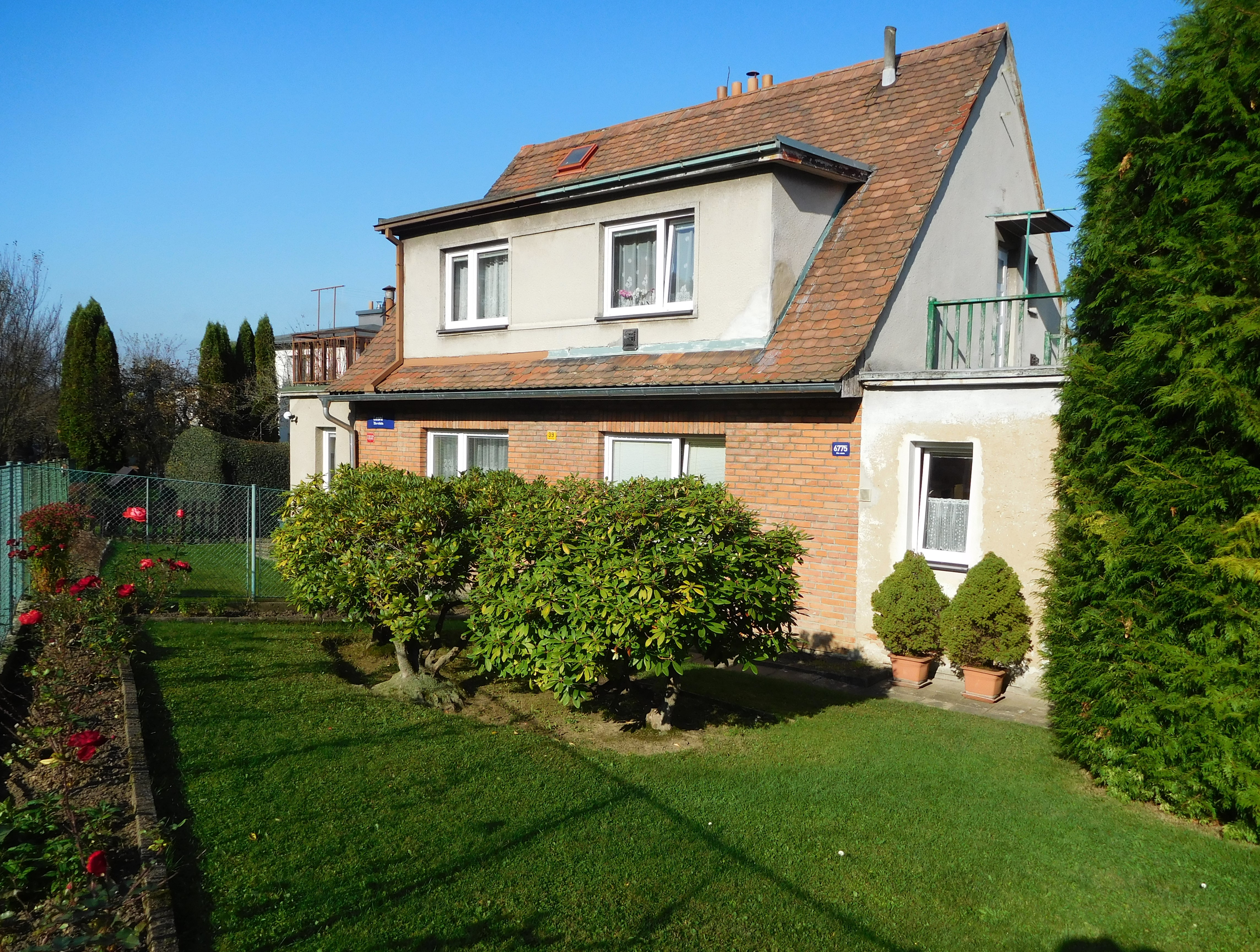
Rodinný dvojdomek se šikmou střechou, 1938
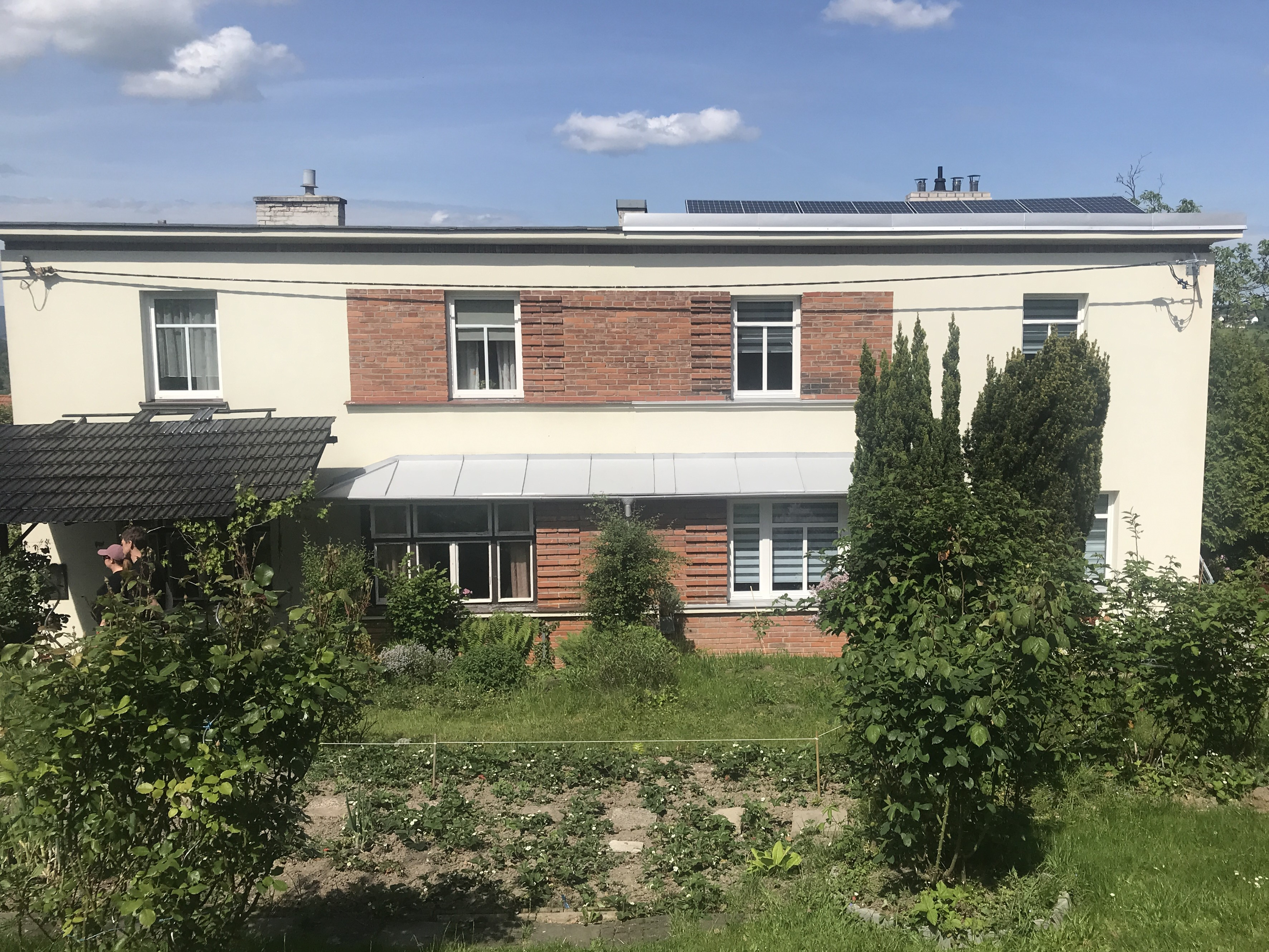
Vzorový domek typu DROFA II, 1940

Spolu s Hynkem Adamcem, Bohumírem Kulou, Vladimírem Kubečkou a Jiřím Voženílkem se podílel na vývoji technologie montovaných rodinných domů, která se stala základem pro pozdější vznik panelových bytových domů řady „G“.

V roce 1946 navrhl pro obytnou čtvrť Podvesná několik čtyřdomků a dva osmidomky. Tím éra baťovského typu zástavby skončila.

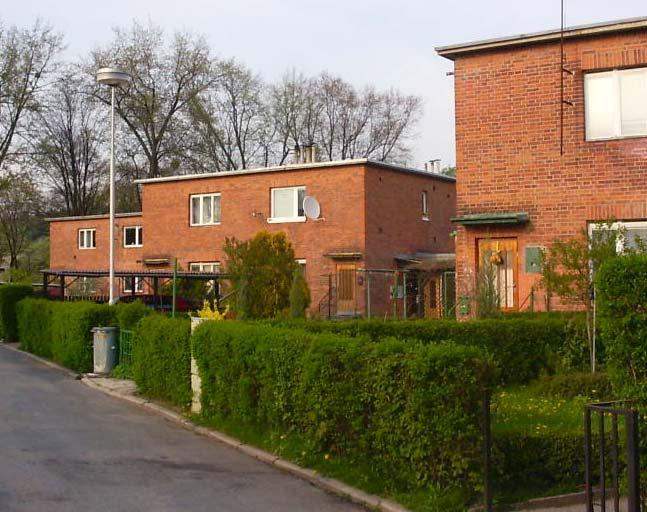
Čtyřdomky na Podvesné, 1946
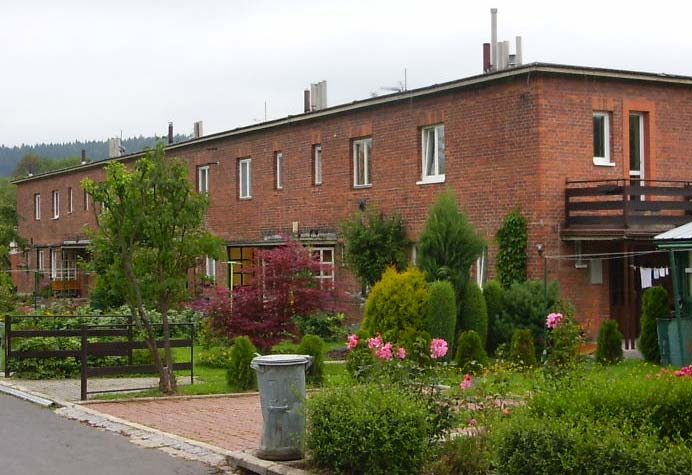
Osmidomek na Podvesné, 1947

#### Výškové domy
Definitivní přechod k výškové bytové výstavbě byl dokumentován regulačním plánem z roku 1947. K tomu se vymezila nová obytná zóna. Drofa pro ni navrhl dva osmipodlažní chodbové Morýsovy domy a pět Věžových domů. Projekt navazuje na baťovské výrazové prvky v podobě neomítaného spárovaného zdiva a železobetonových sloupů. Fasádu doplnil o předsazené perforované balkony vyrobené z betonových prefabrikátů, jejichž design byl později uplatněn i na dalších bytových domech ve Zlíně. Růstem staveb do výšky se vytvořilo nové panorama města, navýšily se ubytovací kapacity a město získalo jak úsporu stavebního prostoru, tak i finanční úspory.

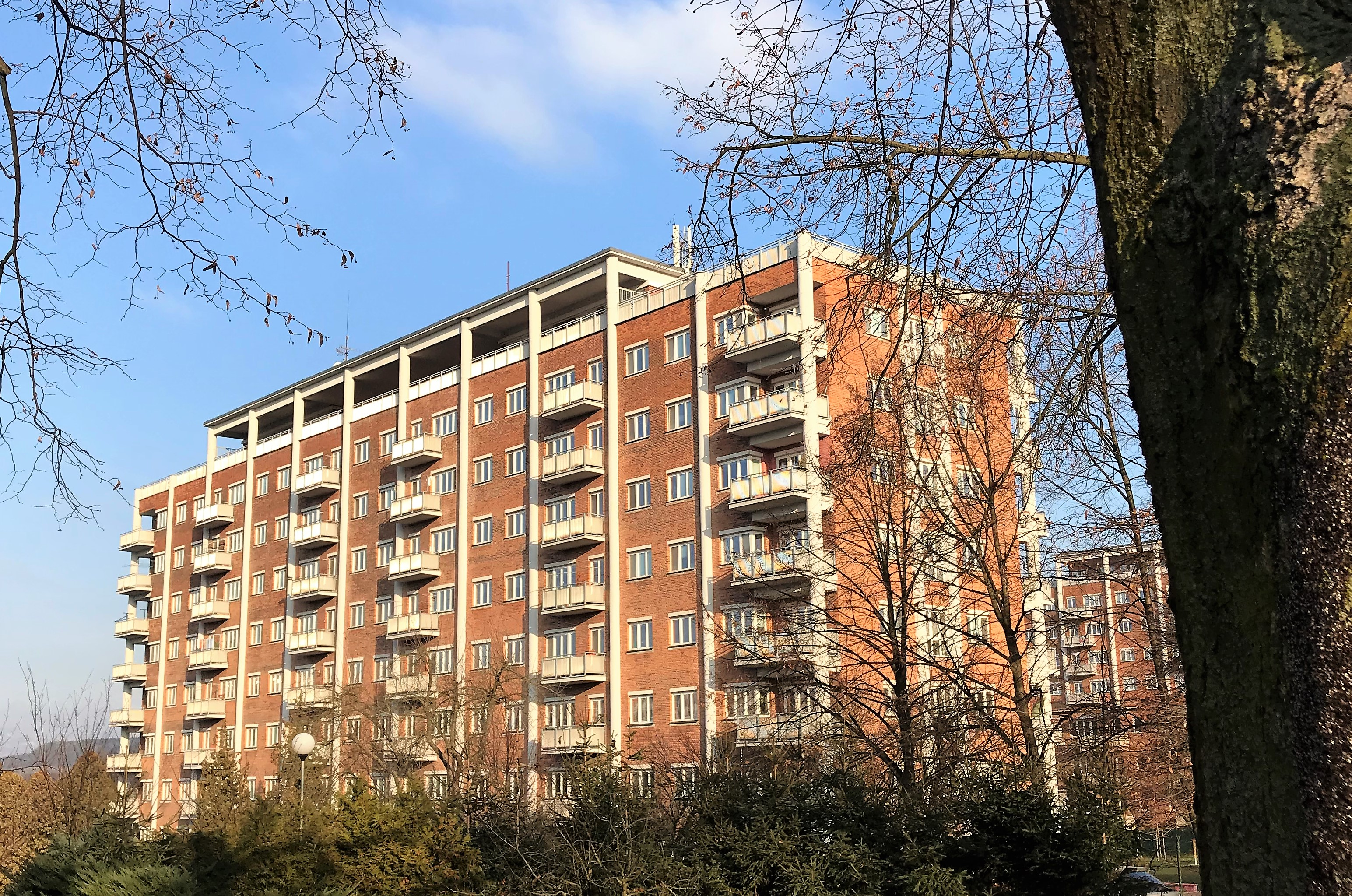
Morýsovy domy, 1947
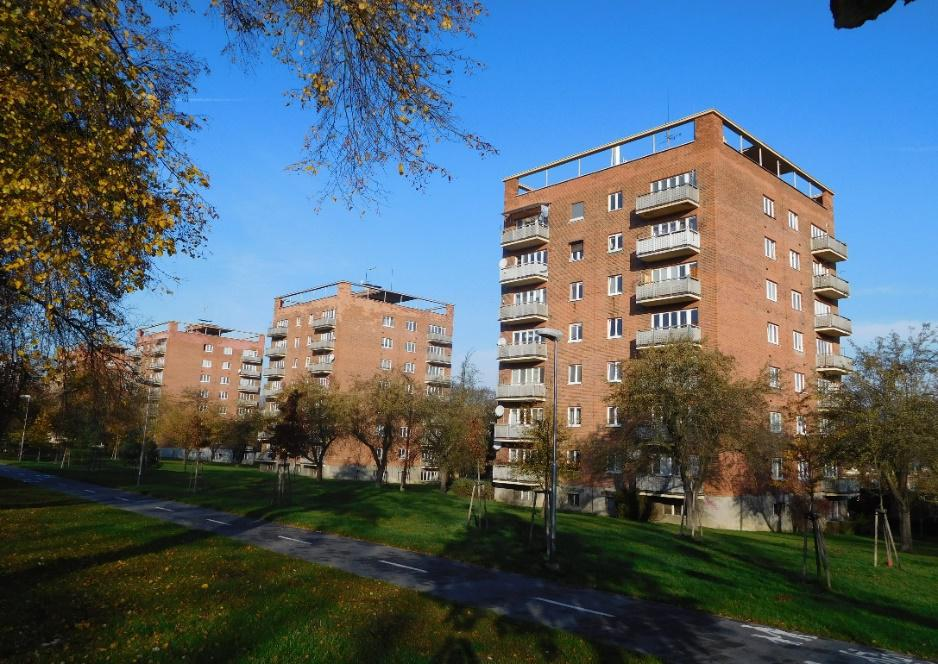
Věžové domy, 1950
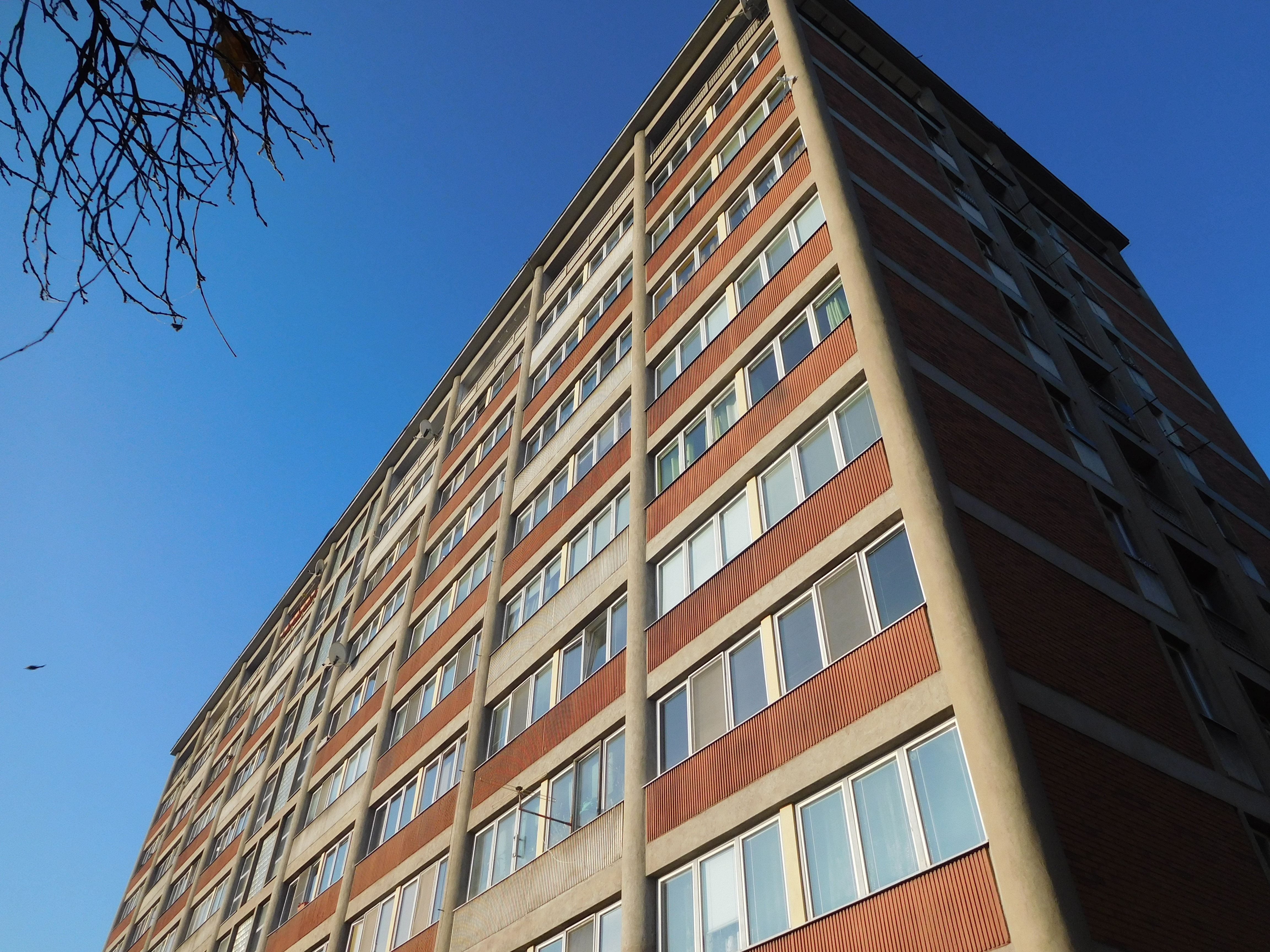
Experimentální chodbový dům hotelového typu Drofa, 1963

Drofovy výškové obytné domy se spolu s třípodlažními Karfíkovými domy zasloužily ve Zlíně v období tzv. „dvouletky“ o vysokou kvalitu bydlení. Byty charakterizují přehledný a účelný půdorys, doplněný o moderní bytové doplňky. Dosažená úroveň převyšovala tehdejší obvyklý bytový standard v Československu. Drofovo pojetí výškových bytových domů a přechod k vícepodlažní bytové zástavbě ve Zlíně úspěšně navázalo na tvorbu architektů Gahury a Karfíka. Tímto vkladem ovlivnil zásadní a rozhodující panorama města. Vytvořil pro něj charakteristické přehledné páteřní řazení jednoduchých hmot. V roce 1960 převzal vyznamenání Za zásluhy o výstavbu a v roce 1968 jej vyznamenal prezident republiky Ludvík Svoboda Řádem práce za celoživotní dílo a činnost v oblasti architektonické tvorby.

### Veřejná výstavba

#### Školy
Šestnáctitřídní a pětadvacetitřídní základní školy v ulici Dřevnická ve Zlíně byly samostatnými školskými zařízeními. Oba subjekty byly koncipovány tak, aby se využila blízkost jejich vzájemné polohy. Ta umožňovala vybudovat a využívat společné stravovací zařízení včetně kuchyně. Společný byl i sál s jevištěm pro zájmové školní akce.

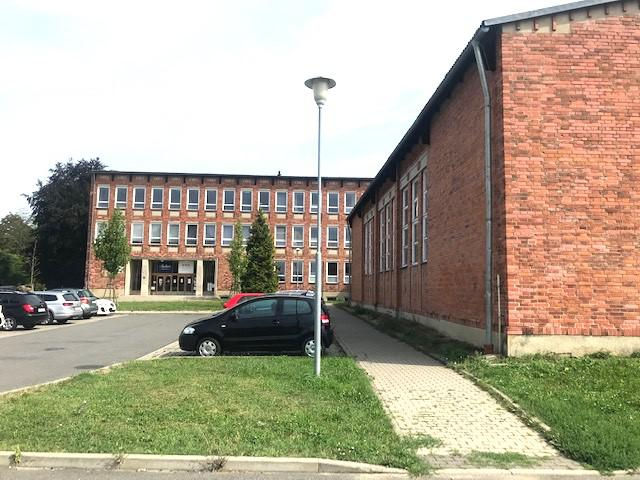
Šestnáctitřídní škola, 1952
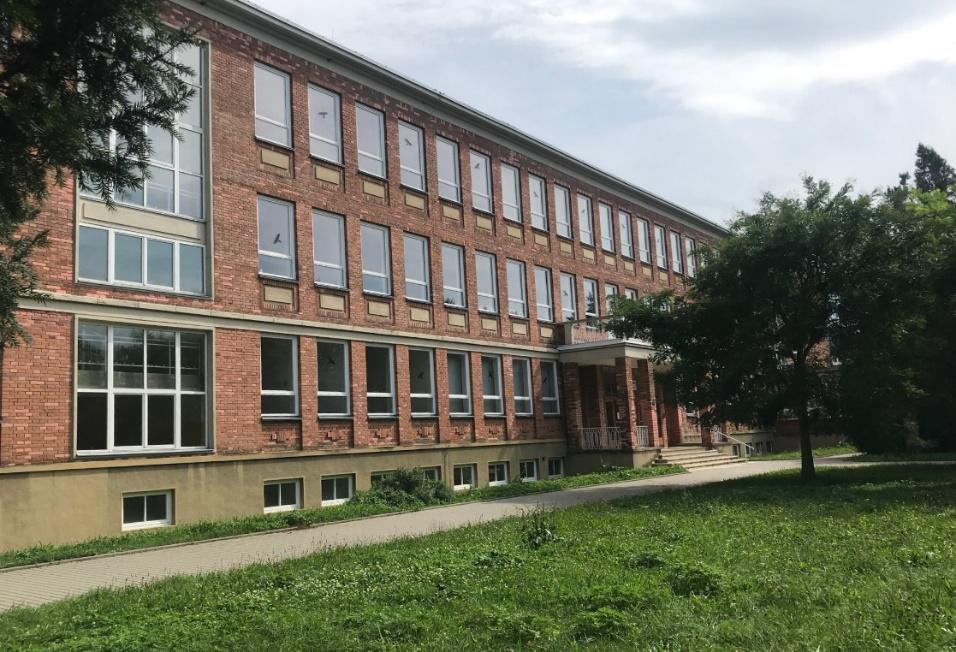
Pětadvacetitřídní škola, 1958
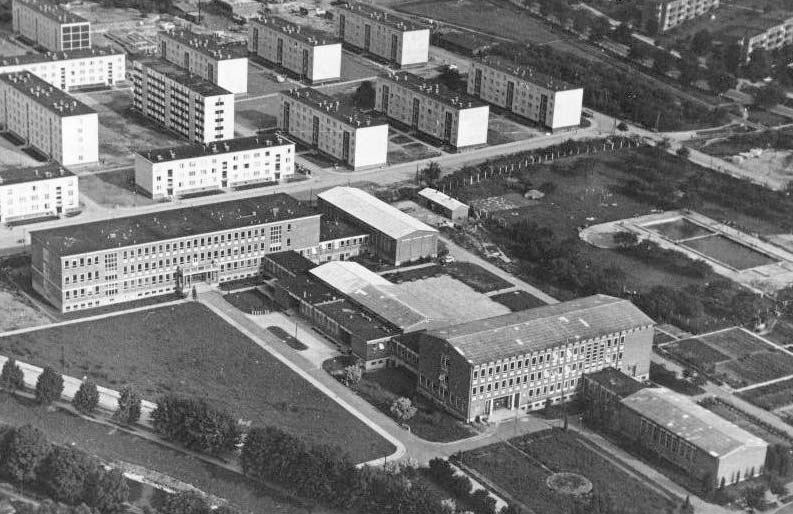
Dobová fotografie komplexu obou budov pětadvacetitřídní školy
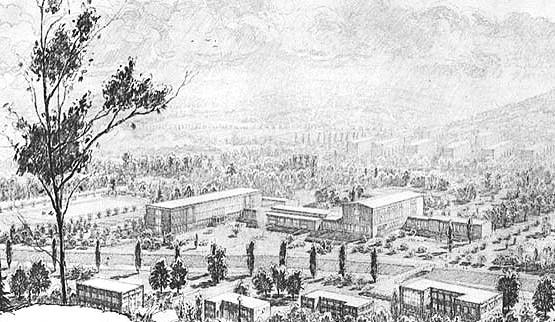
Kresba školy od akademického malíře Františka Peňáze

#### Zdravotní zařízení
Podle Drofova návrhu, na kterém spolupracoval s architektkou Lewisovou, byla v roce 1953 postavena budova 21. pavilonu Nemocnice T. Bati.

V roce 1952 pracoval společně se stavitelem Karlem Kárníkem na projektu Okresního zdravotnického střediska v Gottwaldově. Projekt vznikal v době prosazování socialistického realismu, jehož uplatnění se stalo pro architekty i urbanisty v podstatě povinným. Posuzoval se ideově správný postoj tvůrců k podobě vznikající architektury v sovětském bloku. Drofa, formovaný obdobím funkcionalismu, se snažil co nejvíce prvky socialistického realismu v návrhu budovy potlačit. K tomu využil i jednu ze zásad uplatnění socialistického realismu. Architekti měli při tvorbě díla vzít v potaz místní tvář architektury a zakomponovat ji do projektu. V souladu s touto podmínkou aplikoval na fasádě budovy tradiční baťovské spárované zdivo. Tím částečně zmírnil celkový vjem prvků socialistického realismu a potlačil jen na únosnou míru.

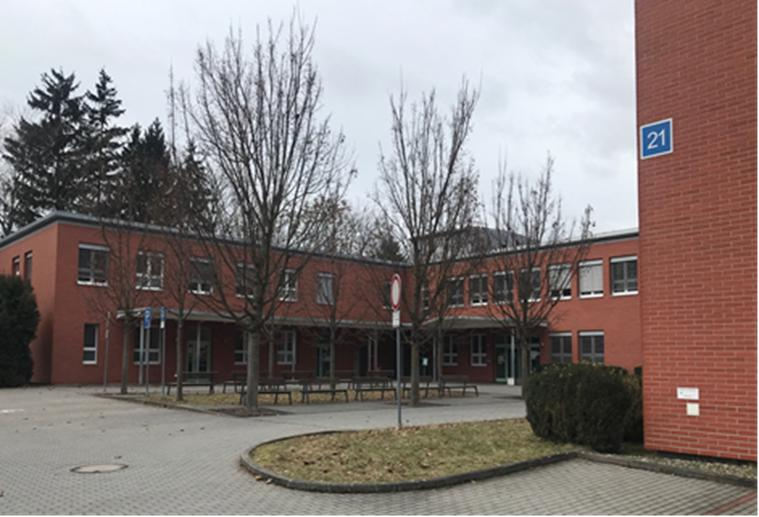
Pavilon č. 21 nemocnice T. Bati ve Zlíně, 1953
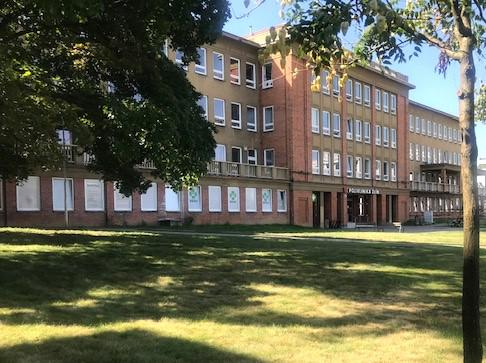
Poliklinika, 1954
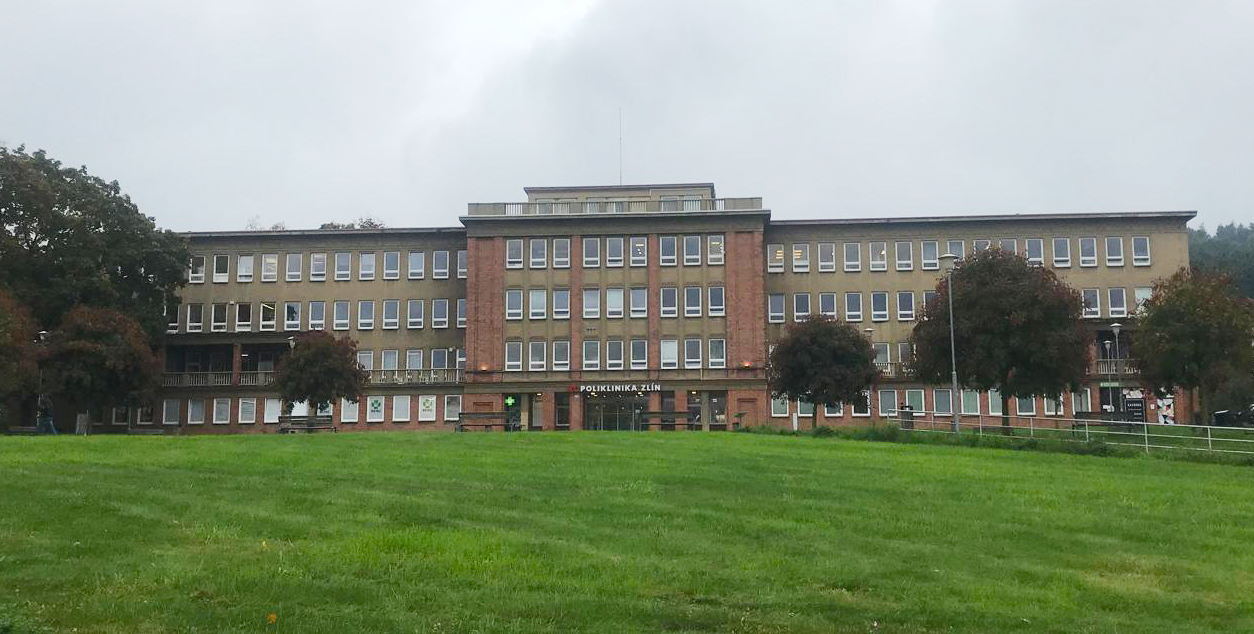
Průčelí budovy Polikliniky, 1954

#### Doprava
Na konci 50. let vznikla podle Drofova návrhu Tramvajová vozovna v Ostravě-Porubě.

### Průmyslová výstavba
Architekt Drofa se významně podílel na projektech zejména v oblasti textilního, sklářského, keramického a polygrafického průmyslu v Československu. Současně byl tvůrcem rozvojových studií průmyslových závodů.
Keramické závody Bechyně (1958) Bechyně – Závod byl určen pro výrobu užitkové sanitární keramiky.
Jablonex (1959) Jablonec nad Nisou – Jablonex byl sklářským podnikem zahraničního obchodu. Probíhaly zde obchodní kontakty se zahraničními zákazníky. Akce byly spojeny s prezentací firmy a tomu měla odpovídat i stavební stránka a vybavenost budov vč. interiérů. Byly důležité pro podporu pozitivního vnímání obchodních partnerů a pohled na úroveň českého sklářství.
Závod na kovovou bižuterii (1960) Jablonec nad Nisou – Závod byl svého času ve střední Evropě největším výrobcem kovové bižuterie. Na plášti administrativní budovy a výrobních budov tehdy byly jako novinka použity sklobetonové výplně z celoskleněných příček Copilit z NDR.
Rekonstrukce sklárny Řetenice (1960)
Tiskárna Zlín Louky (1972) – Dříve Moravské tiskařské závody Gottwaldov.
Pletařský kombinát Košice (1976) – Vyprojektován ve spolupráci s Ing. arch. Jaroslavem Hoškem.

## Místo posledního odpočinku
Architekt Drofa je pohřben na Lesním hřbitově ve Zlíně. Je jmenovitě uveden spolu s Tomášem Baťou, architektem Františkem L. Gahurou a filmaři Hermínou Týrlovou a Karlem Zemanem na orientačním plánu lesního hřbitova.